# 外食券食堂
外食券食堂（がいしょくけんしょくどう）は、1940年代に米穀配給通帳制度とともに制度化された日本の食堂。第二次世界大戦後は飲食営業緊急措置令や飲食営業臨時規整法で制度化されていた。1951年（昭和26年）に廃止された。

## 概要

### 外食券制導入
戦時体制の食糧統制の一環として、米穀配給通帳制度のもとで「外食券」が発行され、米、麦、麺類等の「指定主食」の外食は外食券食堂で外食券を使ってのみ食事ができるものと改められた。
1941年（昭和16年）1月に農林省は「米穀割当配給制実施要綱（案）」をまとめ、まず同年4月1日から六大都市で米穀割当配給制度（米穀配給通帳制）と外食券制（1日2合3勺）が実施された。そして翌1942年（昭和17年）の食糧管理法によって、米穀通帳制は六大都市に限らず消費地全体で実施されることとなった。
家庭で使用するコメが配給制になると、自炊をしない者（工場労働者や行商人など）に対して米穀通帳と引き換えに外食券を交付し、外食券食堂で食事が摂れる制度が都道府県により整えられた。一方、食堂側は客の持ってきた外食券に応じて業務用米の供給を受けることができた。
発足当初は外食券食堂でも外食券無しで食事をとることができたり、外食券食堂以外の店でも客から外食券を受け取り、業務用米の配給を受けるなど規制の緩さは残されていた。また、外食券は甲券（米飯量75匁）、乙券（同90匁）、丙券（125匁）に分かれていたが、額面通りに運用されていなかった。しかし、戦局が悪化し始めた1944年（昭和19年）4月10日以降は規制が強化され、外食券食堂は外食者専用食堂として外食券を持たない者は締め出し、外食券食堂以外の店への米の配給は停止された。一方で、わずかに食券無しでも食事がとれる雑炊食堂の制度は残された。

### 第二次大戦後
第二次世界大戦後も日本国内の食糧事情は逼迫し、米穀通帳とともに外食券および外食券食堂の制度は続けられた。
内閣は危機的な食糧事情を緩和するため、その一環として1947年（昭和22年）7月1日に飲食営業緊急措置令（政令第118号）が公布され、外食券食堂、旅館、喫茶店を除く料飲店は営業停止となった。制度は強化されたが、実際には多くの店が表向き閉店しながら裏口営業を続けたため実効性は乏しかった。
1949年（昭和24年）に食糧事情に改善の兆しが見えると同政令が廃止され、同年5月7日にこれに代わって飲食営業臨時規整法が公布され、外食券食堂以外の飲食店も都道府県知事の許可を受ければ営業できるようになった。
飲食営業臨時規整法第3条は飲食営業について、外食券食堂、めん類外食券食堂、旅館、軽飲食店、喫茶店に分類した。このうち旅館、外食券食堂又はめん類外食券食堂を営む者は、外食券と引換でなければ、食事を提供してはならないとされた（第7条）。
また軽飲食店を営む者も、副食券と引換でなければ、料理を提供してはならないとされていたが（飲食営業臨時規整法第8条）、1949年12月の法改正で削除され副食券は廃止された。
1950年（昭和25年）5月1日からはコメ以外のパン、うどんなどが統制から外れ、外食券なしで食べられるようになった。
そして1951年（昭和26年）には外食券食堂の制度自体も廃止された。なお、米穀配給通帳（米穀通帳）の制度は存続した。
東京都では外食券食堂の廃止に伴い、新たに低所得者で常時外食する者に安価に食事を提供する民生食堂の制度を開始し、外食券食堂の中には民生食堂の指定を受けて移行した食堂もある。